# Тимоска, Тауно
Та́уно Йоха́ннес Ти́моска (фин. Tauno Johannes Timoska; 5 апреля 1932, Турку — 15 июня 2022) — финский игрок в хоккей с мячом и хоккей на траве, нападающий.
Автор первого гола в истории чемпионатов мира по хоккею с мячом.
Участник летних Олимпийских игр 1952 года в Хельсинки (хоккей на траве).

## Карьера
Тауно Тимоска играл на позиции нападающего в хоккее с мячом, хоккее на траве и футболе.
В 1952 году в составе национальной сборной принял участие в летних Олимпийских играх, где сборная Финляндии по хоккею на траве уступила со счётом 0:6 в первом же матче квалификации против команды Бельгии. Был самым юным игроком команды.
В 1957 году в качестве капитана сборной по хоккею с мячом принял участие в первом чемпионате мира. 28 февраля на Олимпийском стадионе в Хельсинки в матче открытия против сборной Швеции на 6-й минуте стал автором первого забитого мяча в истории чемпионатов мира по хоккею с мячом.

28 февраля. Матч открытия Финляндия — Швеция. Финны с первых минут бросились в атаку, и вратарь шведов Пальмквист дважды вытащил мертвые мячи. Хотя обе команды и играли сугубо от обороны, финны первые нашли слабину соперника и стали практиковать фланговые атаки. На 6-й минуте любимец публики <…> Тауно Тимоска, пройдя по правому краю, мощнейшим ударом в ближний угол открыл счет, став автором первого забитого мяча в истории чемпионатов <…>. Пальмквист этот удар откровенно проспал.— http://www.rusbandy.ru/news/6631
В том турнире сборная Финляндии завоевала серебряные медали. Через 4 года Тимоска принял участие и в следующем чемпионате мира, где финны заняли третье место.
И в хоккее с мячом, и в хоккее на траве успешно выступал на клубном уровне, неоднократно становился чемпионом страны.

## Достижения

### Хоккей с мячом
- Вице-чемпион мира (1957)
- Бронзовый призёр чемпионата мира (1961)
- В составе сборной Финляндии: 32 игры, 29 мячей.

В составе клуба «Кяпюлян Урхейлу-Вейкот»
- Чемпион Финляндии (1958, 1959)
- Вице-чемпион Финляндии (1956, 1961)
- Бронзовый призёр чемпионата Финляндии (1957, 1960, 1962)
- Игрок года (1958)

### Хоккей на траве
- Участник летних Олимпийских игр 1952 года.
- В составе сборной Финляндии: 3 игры.

В составе клуба «Нуйямиехет»
- Чемпион Финляндии (1953, 1955-57, 1961, 1963-65, 1969)